# Marco Iván Pérez
Marco Iván Pérez Riego (Ciudad de México, México, 9 de diciembre de 1987) es un exfutbolista mexicano que jugó como defensa central y su último equipo fue el CF Salmantino UDS de la Tercera División de España.

## Trayectoria
Comenzó su carrera con los Indios de Ciudad Juárez, quien en ese momento eran el equipo filial del Pachuca. Debutó con los Indios el 11 de septiembre de 2005 con una derrota de 3-0 antes los Lobos de la BUAP. Un año más tarde pasa con el Pachuca en Primera División, en las semifinales del Apertura 2006 contra el Deportivo Toluca él se encontraba en el 11 inicial, que estuvo compuesto por 4 jugadores de Indios, 4 suplentes y sólo 3 titulares. Marco Iván y sus compañeros, arrancaron con un 1-1, aunque más tarde fueron eliminados por el Toluca.
En lugar de mantenerse en el primer equipo, Pachuca le envió para ayudar al equipo de Segunda División, Pachuca Jrs.., a ganar el ascenso a la Primera División A. El objetivo fue alcanzado pero al final Pachuca Jrs. se disolvió para ser transformado en el Deportivo Irapuato.
De ahí pasó con el León, San Luis FC, Mineros de Zacatecas, Lobos BUAP y terminó su carrera en las divisiones inferiores de España con el CF Salamantino.
Con los tuzos ganó 1 Copa Sudamericana, 2 Ligas y 3 Ligas de Campeones de la Concacaf, con la fiera y los lobos ascendió a Primera División.

## Clubes
| Club           | Año       |
| -------------- | --------- |
| Pachuca        | 2005      |
| Indios         | 2005-2006 |
| Pachuca        | 2006-2011 |
| León           | 2012      |
| San Luis FC    | 2012-2013 |
| Pachuca        | 2013-2015 |
| Mineros        | 2015-2016 |
| Lobos BUAP     | 2016-2017 |
| CF Salamantino | 2017-2018 |

## Palmarés

### Campeonatos nacionales
| Título                     | Club       | País   | Año           |
| -------------------------- | ---------- | ------ | ------------- |
| Primera División de México | Pachuca    | México | Clausura 2006 |
| Primera División de México | Pachuca    | México | Clausura 2007 |
| Ascenso MX                 | León       | México | Clausura 2012 |
| Ascenso MX                 | Lobos BUAP | México | Clausura 2017 |

### Campeonatos internacionales
| Título                           | Club    | País   | Año     |
| -------------------------------- | ------- | ------ | ------- |
| Copa Sudamericana                | Pachuca | México | 2006    |
| Copa de Campeones de la Concacaf | Pachuca | México | 2007    |
| Copa de Campeones de la Concacaf | Pachuca | México | 2008    |
| Liga de Campeones de la Concacaf | Pachuca | México | 2009-10 |

## Selección nacional
Marco Iván fue seleccionado Sub-20 durante las clasificatorias de la Concacaf a la Copa del Mundo Sub-20 2007 aunque no apareció en la lista final. Aparte estuvo en la Selección Sub-23 de México en los Juegos Panamericanos de 2007.